# نوكيا 3500 كلاسيك
نوكيا 3500 كلاسيك (بالإنجليزية: Nokia 3500 classic)‏ هو هاتف محمول من نوكيا.

## الخصائص
- الشاشة: إل سي دي 128×160
- الوزن: 81 غرام
- الذاكرة: 16 ميجابايت رام